# Аам
Аам (нидерл. Aam, множ. Amen, фр. Aime, нем. Ahm, в Дании и России (в Лифляндии) — Ом) — старинная голландская мера ёмкости, преимущественно для вина, пива, спирта и масла. Употреблялся в Голландии, Бельгии, Дании, России и Южной Африке.

## История
Аам был распространён в эпоху феодализма и имел региональные вариации в зависимости от местности. Позднее сама тара (бочка или кег) стала также называться "аам". После внедрения метрической системы аам вышел из употребления.

## Значения в различных регионах
В современных единицах измерения объёма:
- В Голландии 1 аам равнялся 155,224 литра (например, амстердамский аам содержал 155,22 литра)[1].
- Для рейнского вина аам составлял около 143,9 литров[1].
- В Бельгии:

```
 * Антверпен: 137,4 литра
[
3
]
.
 * Брюссель: 130 литров
[
1
]
.
 * Общий бельгийский аам: 142,2 литра
[
1
]
.
 * В 
Хеерс
: 155 литров
[
4
]
.
```

- В России (Лифляндия):

```
 * 1 ом = 6 
анкерам
 = 18⅔ 
ведра
.
```

- В Кассельрий Оудбург и Ланд ван Ваас:

```
 * 1 ам = 60 
стопам
 = 240 
пинт
 = 138,384 литра
[
1
]
.
```

- Для масла: 145,52 литра[1].

## Интересные факты
В некоторых регионах существовали специальные названия для аама в зависимости от содержимого:
- Амстердамский аам для вина: 155,22 литра[1].
- Рейнский аам: 143,9 литра[1].
- Ам для масла: 145,52 литра[1].

## Топонимика
В Южной Африке существует место под названием Halfaampieskraal (близ Каледона), название которого происходит от этой меры объёма.